# David Madden
David Madden, né le 25 juillet 1955 à Chicago, est un producteur de télévision et de cinéma, réalisateur et scénariste américain.
Producteur de nombreux films durant les années 1990 et 2000, David Madden réussit, en fin de carrière, à obtenir un Emmy Award avec l'équipe du film Something the Lord Made.

## Filmographie

### En tant que producteur
- 1989 : Flic et Rebelle (Renegades) de Jack Sholder
- 1989 : Vengeance aveugle de Phillip Noyce
- 1990 : Le Premier Pouvoir de Robert Resnikoff
- 1991 : Eve of Destruction de Duncan Gibbins
- 1992 : La Main sur le berceau de Curtis Hanson
- 1992 : Jersey Girl de David Burton Morris
- 1994 : Sacré mariage de Leonard Nimoy
- 1995 : Body Language (TV) de George Case
- 1995 : Opération Dumbo  de Simon Wincer
- 1995 : Les Liens du sang de Wesley Strick
- 1996 : L'Associé de Donald Petrie
- 1998 : Drôle de couple 2 de Howard Deutch
- 1999 : Escapade à New York de Sam Weisman
- 1999 : Just married (ou presque) de Garry Marshall
- 1999 :  Mission d'élite (TV) de Tim Matheson
- 2000 : Harlan County War (TV) de Tony Bill
- 2001 : Save the Last Dance de Thomas Carter
- 2002 : La Loi de Los Angeles : Le film (TV) de Michael Schultz
- 2002 : The Rats (TV) de John Lafia
- 2002 : Home Alone 4 (TV) de Rod Daniel
- 2004 : Dans les cordes de Charles S. Dutton
- 2004 : Something the Lord Made (TV) de Joseph Sargent

### En tant que réalisateur
- 1994 : A Part of the Family (TV)
- 1995 : Separate Lives

### En tant que scénariste
- 1994 : A Part of the Family (TV)